# C'est ça Lavoine
Albums de Marc Lavoine
Septième Ciel
(1999) Marc Lavoine
(2001)
C'est ça Lavoine est une compilation de Marc Lavoine sorti le 29 janvier 2001 en France et regroupant 15 années de chansons de l'artiste.

## Liste des titres
| No  | Titre                                                | Auteur                                          | Durée |
| --- | ---------------------------------------------------- | ----------------------------------------------- | ----- |
| 1.  | Elle a les yeux revolver                             | Marc Lavoine, Fabrice Aboulker                  | 3:30  |
| 2.  | Le Parking des anges                                 | Marc Lavoine, Fabrice Aboulker                  | 3:50  |
| 3.  | Pour une biguine avec toi                            | Marc Lavoine, Fabrice Aboulker                  | 3:40  |
| 4.  | Les Tournesols                                       | Marc Lavoine, Michel Cœuriot                    | 4:07  |
| 5.  | C'est ça la France                                   | Marc Lavoine, Jean-Claude Arnault               | 4:10  |
| 6.  | Le monde est tellement con                           | Marc Lavoine, Fabrice Aboulker                  | 3:09  |
| 7.  | Ami                                                  | Marc Lavoine, Fabrice Aboulker                  | 4:16  |
| 8.  | Qu'est-ce que t'es belle (duo avec Catherine Ringer) | Marc Lavoine, Patrice Mithois, Fabrice Aboulker | 4:12  |
| 9.  | Paris                                                | Marc Lavoine, Fabrice Aboulker                  | 3:49  |
| 10. | J'écris des chansons                                 | Marc Lavoine, Jean-Jacques Goldman              | 4:03  |
| 11. | Chère amie (version 45 tours)                        | Marc Lavoine, Fabrice Aboulker                  | 4:03  |
| 12. | Si tu veux le savoir                                 | Marc Lavoine, Fabrice Aboulker                  | 3:09  |
| 13. | Bascule avec moi                                     | Marc Lavoine, Fabrice Aboulker                  | 3:39  |
| 14. | Rue Fontaine                                         | Marc Lavoine, Fabrice Aboulker                  | 3:28  |
| 15. | Même si (version courte)                             | Marc Lavoine, Fabrice Aboulker                  | 3:02  |
| 16. | On n'ira jamais à Venise                             | Marc Lavoine, Fabrice Aboulker                  | 6:35  |
| 17. | Fais semblant                                        | Marc Lavoine, Pascal Obispo                     | 3:20  |
| 18. | Tu me suffiras                                       | M. Oats, O. Menor                               | 4:22  |
| 19. | Je n'ai plus rien à te donner (version 45 tours)     | Marc Lavoine, Fabrice Aboulker                  | 3:21  |

## Classements
| Classement (2001)            | Meilleure place |
| ---------------------------- | --------------- |
| France (SNEP Compilations)   | 20              |
| Belgique (Wallonie Ultratop) | 48              |